# Адаптин
Адаптини — це субодиниці комплексів адаптерного білка (АР), які беруть участь у формуванні внутрішньоклітинних транспортних везикул і відборі вмісту для включення у везикули. Термін «адаптин» був введений Барбарою Пірс (1975) для позначення групи білків, що була виділена із клатриновмісних мебран разом із клатрином. Пізніше було виявлено, що білки 100kDa є субодиницями комплексів гетеротетрамерного адаптерного білка (AP), і термін «адаптин» був поширений на всі субодиниці цих комплексів. Було описано чотири базові комплекси AP: AP-1, AP -2, АР-3 і АР-4. Кожен із цих комплексів складається з двох великих адаптинів (один з γ/α/δ/ε та β90–130 кДа), одного середнього адаптину (один з μ1-4 50 кДа) та одного малого адаптину (один з σ1-4 20 кДа).
Аналогічні адаптини чотирьох АР-комплексів гомологічні один одному (ідентичність 21–83 % на рівні амінокислот). Загалом, усі представлені комплекси не є взаємозамінними, окрім кількох, що не зустрічаються у ссавців.

## Групи адаптерних протеїнів у ссавців
- АР-1 Адаптини: Ген кодує дві субодиниці γ (1γ та 2γ), одну β (β1), дві μ (μ1А та μ1В) та три σ (σ1А/В/С). Субодиниці AP-1 експресуються в усіх тканинах ссавців і досліджених клітинах, за винятком μ1B, який експресується виключно в поляризованих епітеліальних клітинах.
- АР-2 Адаптини: Ген кодує дві субодиниці α (1α та 2α), одну β (β2), одну μ (μ2) та одну σ (σ2). Результатні білки представлені у ссавців у рівній мірі. Ідентифіковані у людських лейкоцитах.
- АР-3 Адаптини: Ген кодує одну субодиницю δ, дві β (β3А/В), дві μ (μ3А/В) та дві σ (σ3А/В). Мутація за β3А призводить до синдрому Германського-Пудлака[en])
- АР-4 Адаптини: Ген кодує субодиниці ε (усі відомі), одну β (β4), одну μ (μ4) та одну σ (σ4). Остання субодиниця може бути підвержена альтернативному сплайсингу (один та два екзони). За попередніми даними даний білок бере участь у сортуванні інших білків, направлених до лізосоми.
- GGAs та Стоніни: Мономерні білки. GGAs представлені трьома ізоформами (GGA1, GGA2, GGA3) а стоніни двома (stonin1, stonin2). GGA3 відрізняються від решти відсутністю взаємодії з маноза-6-рецепторами.